# Plagithmysus swezeyi
Plagithmysus swezeyi är en skalbaggsart som först beskrevs av Perkins 1929.  Plagithmysus swezeyi ingår i släktet Plagithmysus och familjen långhorningar. Inga underarter finns listade i Catalogue of Life.